# Ristra

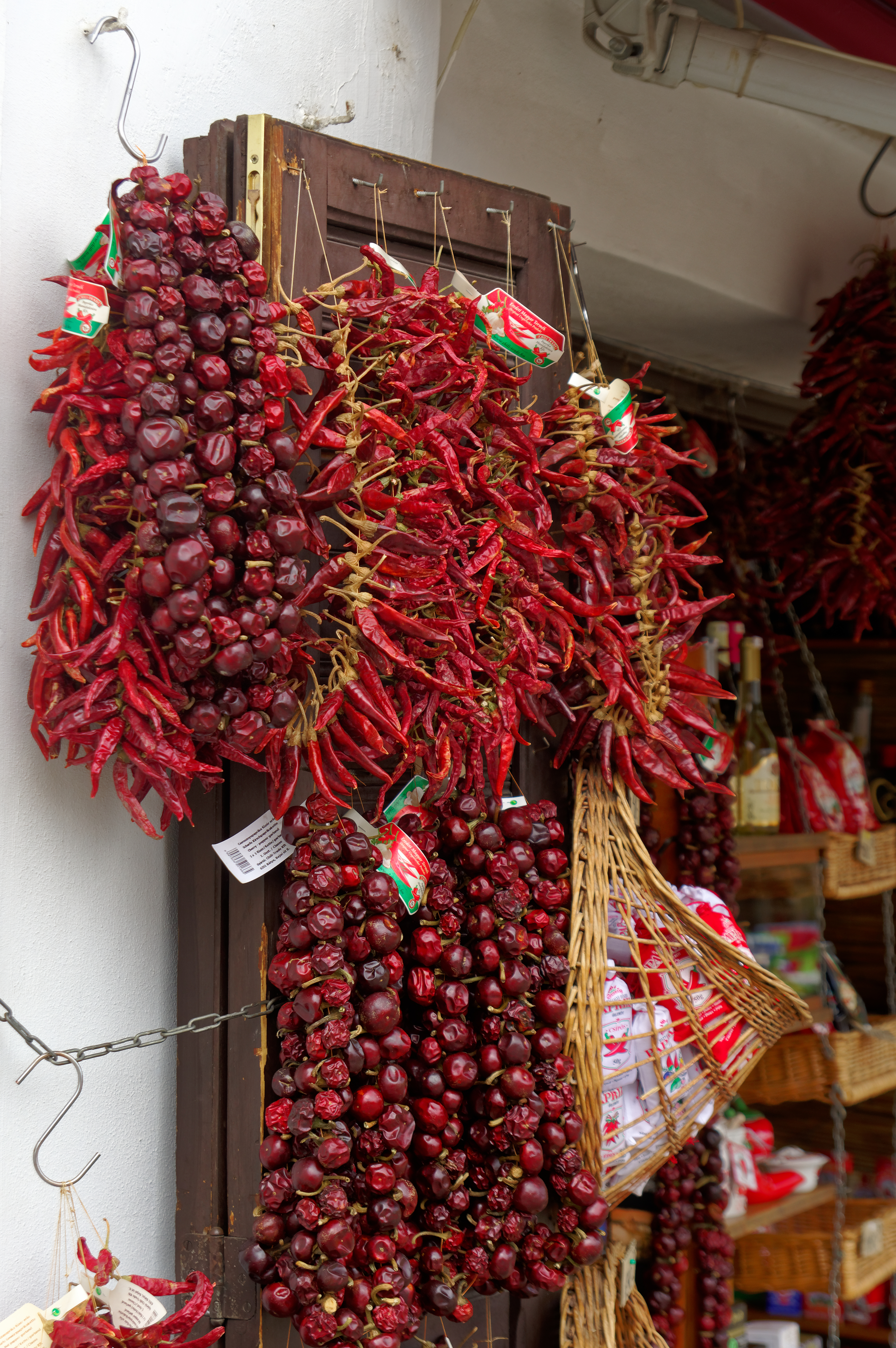
Ristra.

En espagnol, une ristra (du latin restula ; dim. de restis, « corde ») est un ensemble d'éléments de même origine, l'un après l'autre, souvent reliés entre eux par une ficelle ou une corde. D'autres termes courants sont sarta ou sartal (lat., sarta ; pl. de sartum, « lié »), horca ou horco (se référant uniquement à une ficelle d'ail), moño, garba, rastra ou brazo.

## Utilisation

### En gastronomie
Les ristras les plus courantes sont celles de certains aliments, comme les saucisses, l'ail ou les piments. La raison pour laquelle ces aliments sont attachés avec des cordes est qu'ils peuvent être suspendus en grande quantité soit à l'intérieur pour sécher, soit à l'extérieur pour sécher au soleil.
Les gousses d'ail, par exemple, sont tressées entières à partir des feuilles vertes. Cette pratique est courante dans certaines régions du sud de l'Espagne. On le fait aussi avec des oignons ou des épis de maïs. Les chorizos et autres saucisses en ficelle sont formés en boyau et attachés avec de la ficelle pour les diviser en plus petites portions. Les piments ajies (Capsicum baccatum), les piments doux guindilla, et d'autres variétés de piments, sont également attachés en ficelle pour sécher au soleil.
Lors de la Feira da Cebola à Sanxenxo, en Espagne, un prix est décerné à la plus longue chaîne d'oignons produite dans l'année.